# Восход (батальйон)
Батальйон «Восход» — «православне» терористичне збройне формування самопроголошеної Донецької Народної Республіки, укомплектоване добровольцями. Сформоване в червні 2014 року з проросійських добровольців. Куратор батальйону — лідер православних об'єднань (УПЦ МП) «Новоросії» Кауров Валерій Володимирович